# Milow
Milow è un comune del Meclemburgo-Pomerania Anteriore, in Germania.

Appartiene al Ludwigslust-Parchim ed è amministrato dall'Amt Grabow.

## Geografia antropica
Il comune di Milow si divide nelle frazioni (Ortsteil) di Deibow, Görnitz, Kastorf, Krinitz, Milow e Semmerin.

## Suddivisione amministrativa
Il territorio comunale si divide in 6 zone (Ortsteil), corrispondenti al centro abitato di Milow e a 5 frazioni:
- Milow (centro abitato)
- Deibow
- Görnitz
- Kastorf
- Krinitz
- Semmerin